# Municipio de Monroe (condado de Darke)
El municipio de Monroe (en inglés: Monroe Township) es un municipio ubicado en el condado de Darke en el estado estadounidense de Ohio. En el año 2010 tenía una población de 1735 habitantes y una densidad poblacional de 26,08 personas por km².

## Geografía
El municipio de Monroe se encuentra ubicado en las coordenadas 39°58′00″N 84°28′19″O / 39.96667, -84.47194. Según la Oficina del Censo de los Estados Unidos, el municipio tiene una superficie total de 66.53 km², de la cual 66,5 km² corresponden a tierra firme y (0,04 %) 0,03 km² es agua.

## Demografía
Según el censo de 2010, había 1735 personas residiendo en el municipio de Monroe. La densidad de población era de 26,08 hab./km². De los 1735 habitantes, el municipio de Monroe estaba compuesto por el 98,96 % blancos, el 0,06 % eran afroamericanos, el 0,17 % eran amerindios, el 0,23 % eran asiáticos y el 0,58 % eran de una mezcla de razas. Del total de la población el 0,06 % eran hispanos o latinos de cualquier raza.